# Governatorato di Nižnij Novgorod
Il governatorato di Nižnij Novgorod (in russo Нижегородская губерния?) era una gubernija dell'Impero russo. Il capoluogo era Nižnij Novgorod.